# Афонсу (принц Бейра)
Дом Афонсу де Санта Мария де Браганса, принц Бейра, герцог Барселуш (порт. Afonso de Santa Maria de Bragança; род. 25 марта 1996, Лиссабон) — представитель Португальской королевской династии Браганса. Старший сын и наследник Дуарте Пиу, герцога Браганса, нынешнего претендента на несуществующий престол Португалии.

## Биография
Афонсу де Санта Мария Мигел Габриэл Рафаэл родился в Лиссабоне, столице Португалии. Старший сын Дуарте Пиу (род. 1945), герцога Браганса (с 1976 года), и Изабел Инеш Каштру Курвелу де Эредия (род. 1966) . У него есть младшая сестра, инфанта Мария Франсишка (род. 1997) и младший брат, инфант Диниш, герцог Порту (род. 1999).
Афонсу был крещён 1 июня 1996 года в соборе Браги Эурику Диашем Ногейрой (1923—2014), архиепископом Браги. С момента рождения он получил титулы 16-го принца Бейра и 18-го герцога Барселуша. Его крёстными были принцесса Елена София Бурбон-Сицилийская и дядя по материнской линии, Афонсу Мигел де Эредия.
Принц Афонсу учился в Ораторской школе (католической школе-интернате) в Англии.

## Титулы
- Дом Афонсу де Санта Мария, 16-й принц Бейра, 18-й герцог Барселуш

## Стили
- 26 марта 1996 года — настоящее время:  «Его Королевское Высочество Дом Афонсу, принц Бейра, герцог Барселуш».

## Награды
- Большой крест Священного военного Константиновского ордена Святого Георгия[4]